# Девушка, читающая письмо у открытого окна
«Девушка, читающая письмо у открытого окна» — картина нидерландского художника Яна Вермеера, которую относят к раннему этапу его творчества. Некоторое время её приписывали другим художникам: Рембрандту и Питеру де Хоху. Принадлежность картины Вермееру была окончательно установлена только в 1862 году.
На картине в центре комнаты изображена в профиль молодая девушка перед открытым окном. На переднем плане находится стол, на котором в складках скатерти стоит ваза с фруктами. Взгляд девушки обращён на письмо, которое она держит в руке, её лицо отражается на оконном стекле. Как показала рентгенограмма, занавес на правом крае картины появился позднее, скрыв изображённого там изначально купидона. В настоящий момент стена и часть занавеса расчищены и изначальный вид картины восстановлен: купидон, топчущий маску, изображён на картине, находящейся внутри картины.
В картине ощущается скрытый эротический подтекст. Так, яблоки и персики во фруктовой вазе являются намёком на грехопадение Адама и Евы. Открытое окно трактуется как желание вырваться из замкнутого помещения.

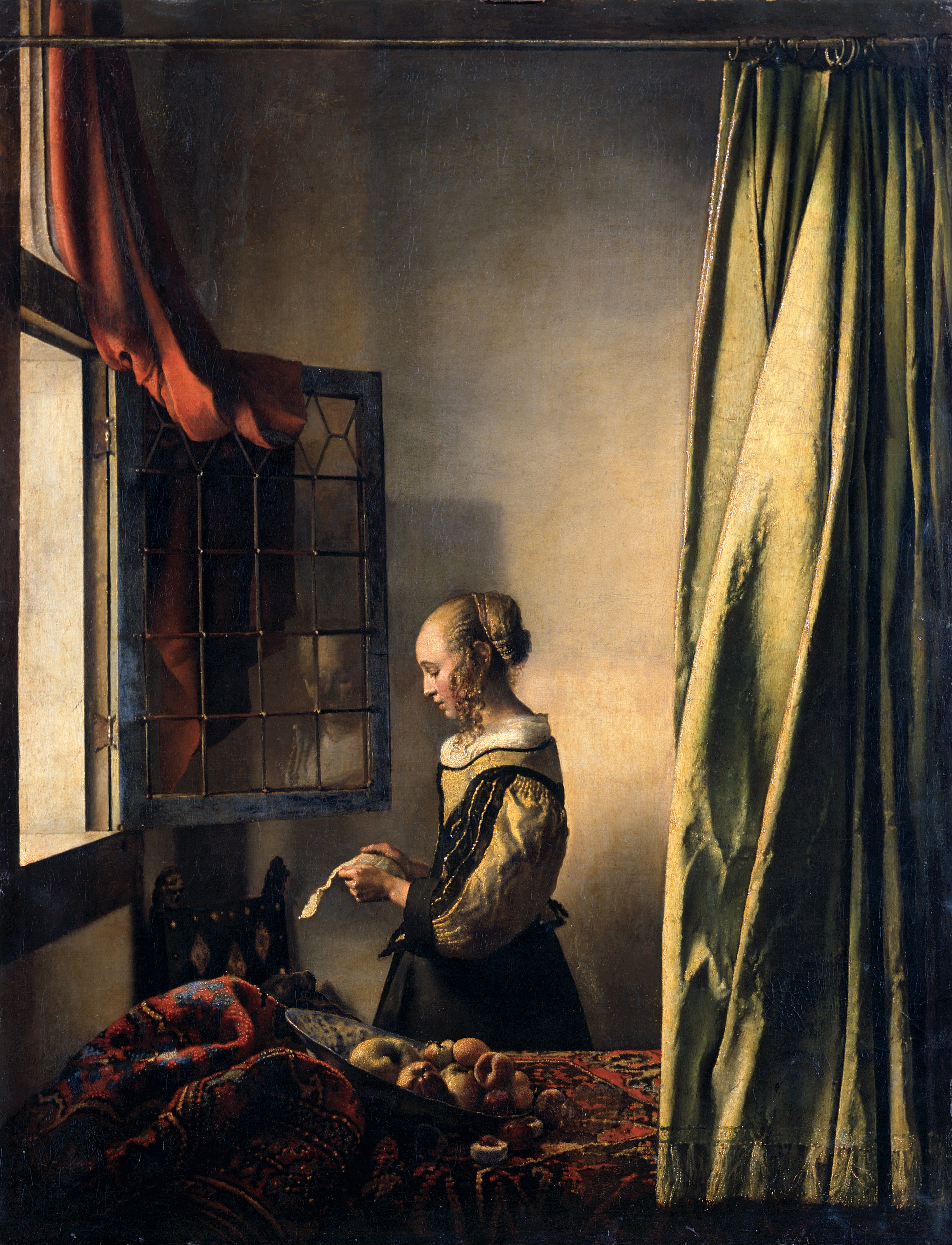
Картина до реставрации 2021 года

Картина была приобретена в Париже в 1742 году для коллекции саксонского курфюрста Фридриха Августа II и с тех пор находится в Картинной галерее старых мастеров в Дрездене. После многочисленных исследований международной комиссии экспертов картина реставрировалась с 2017 по 2021 год в реставрационной мастерской картин Государственных художественных собраний Дрездена (нем. Staatliche Kunstsammlungen Dresden). В 2021 году галерея  впервые показала на своем сайте изображение отреставрированного полотна Яна Вермеера «Девушка, читающая письмо у открытого окна», на котором видна фигура Купидона.  О существовании на полотне фигуры Купидона стало известно благодаря рентгенографии, проведенной еще в 1979 году, и инфракрасной рефлексографии, подтвердившей находку в 2009-м. Ранее считалось, что художник сам изменил композицию, записав «картину в картине». Но уже в начале большого реставрационного проекта, запущенного в мае 2017 года, реставраторы обнаружили, что слой краски, закрывающий обнаженного Купидона на стене, был нанесен другой рукой. При снятии лака XIX века реставраторы заметили, что «характеристики растворимости» краски в центральной части полотна, там, где долгие годы все видели только глухую стену за спиной девушки, иные, нежели на остальной поверхности картины. Реставраторы пришли к выводу, что новый красочный слой был добавлен к полотну спустя несколько десятилетий после создания картины, а следовательно, сам Вермеер не мог записать Купидона, поэтому специалисты решили раскрыть картину. После того как слой записи аккуратно удалили скальпелем под микроскопом, композиция действительно радикально изменилась. Сегодня нет никаких сомнений в том, что девушка читает любовное письмо — раньше на это намекали разве что яблоки в вазе. Невидимая прежде картина с Купидоном занимает почти все пространство стены за ее спиной, делая композицию более активной и насыщенной, а героиня не кажется такой покинутой и одинокой. Раскрытие настолько радикально изменило композицию одной из самых знаменитых работ мастера, что музей теперь говорит о «новом» Вермеере. 
В коллекции Лондонской национальной галереи имеется полотно Яна Вермеера «Дама, стоящая у вирджиналя» (1670—1672), на заднем плане которой изображена та же картина с Купидоном.
В частной коллекции старой западноевропейской живописи Фрика (англ. Frick Collection) находится еще одна картина Вермеера «Прерванный урок музыки» (1660—1661), и на стене изображена картина с Купидоном. 